# Trimley St Mary
Trimley St Mary – wieś i civil parish w Anglii, w hrabstwie Suffolk, w dystrykcie East Suffolk. Leży 15 km na południowy wschód od miasta Ipswich i 113 km na północny wschód od Londynu. W 2011 roku civil parish liczyła 3665 mieszkańców. Trimley St. Mary jest wspomniana w Domesday Book (1086) jako Tremlega.